# Incendie de l'usine d'Anyang
 (mai 2025).
L'incendie de l'usine d'Anyang est survenu le 21 novembre 2022 lorsqu'un incendie d'usine a tué 38 personnes et en a blessé 2 autres dans la ville d'Anyang, dans la province du Henan, dans le centre de la Chine. Selon les médias officiels, l'incendie a été déclenché par des « soudures illégales »,,,.
Selon un communiqué du gouvernement, plus de 200 sauveteurs et 60 pompiers ont combattu l'incendie, et il y avait aussi des psychologues sur place pour les proches des victimes. Les médias d'État ont déclaré que l'incendie s'était déclaré dans une installation appartenant à une petite entreprise privée dans la « zone de haute technologie » d'Anyang sans entrer dans les détails sur la nature de l'entreprise.